# Alloplectus tessmannii
Alloplectus tessmannii är en tvåhjärtbladig växtart som beskrevs av Rudolf Mansfeld. Alloplectus tessmannii ingår i släktet Alloplectus och familjen Gesneriaceae. Inga underarter finns listade i Catalogue of Life.